# イルフォード (写真)

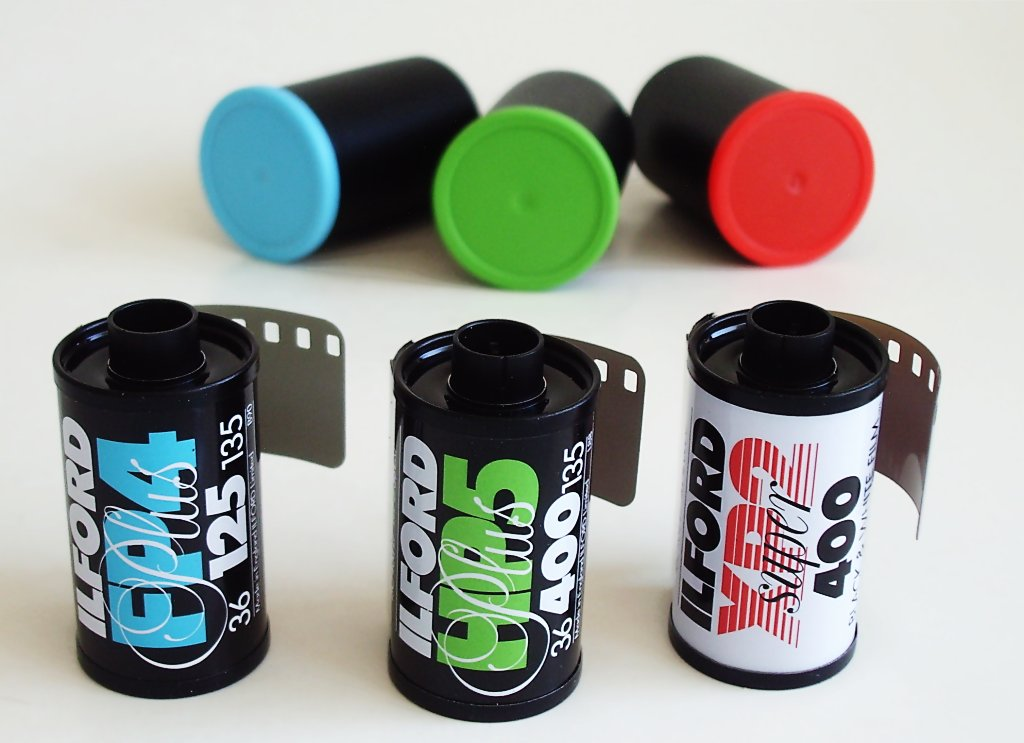
イルフォードのフィルム、左からFP4プラス、HP5プラス、XP2スーパー

イルフォード（英語: Ilford）は、イギリスの写真用品メーカー、およびそのブランドである。2004年（平成16年）に破産、2005年（平成17年）にハーマン・テクノロジー（英語: Harman Technology Ltd.）として再編、白黒製品についてのブランド名はイルフォード・フォト（英語: Ilford Photo）に変更になった。
モノクロフィルム、印画紙などの感材が主力であり、特にフィルターを換えることで色々な階調で使えるマルチグレードペーパー、カラーネガ現像で白黒ネガを得られるXPシリーズのフィルムが特徴的な製品として知られる。以前にカメラの製造を行っていた時期もある。
日本における総代理店は、2008年4月以降はサイバーグラフィックスに移管している。銀塩写真の需要が減少し、各社が製品の縮小を行っている中にあって、代理店と協力して精力的に製造販売活動を行っている。
カラー製品・インクジェット等については、ブランド名はイルフォードであり、イルフォード・イメイジング・スイス（ドイツ語: Ilford Imaging Switzerland GmbH）の管轄にある。

## 略歴
- 1879年 - アルフレッド・ハーマン（英語版）が写真乾板製造の会社として創業。
- 1891年 - 社名をブリタニア・ワークス（英語: Britannia Works Company）とする。
- 1902年 - 社名をイルフォード（英語: Ilford Limited）に変更。
- 1940年 - マルチグレードペーパーを発売。
- 1948年 - 「ウィットネス」発売。
- 1949年 - 「アドヴォケイト」発売。
- 1980年 - XP1フィルム発売。
- 1983年 - 本社をチェシャー州モバリー（英語版）に移転。
- 1987年 - 中外写真薬品と日本総代理店契約を締結。
- 1991年 - XP2フィルム発売。
- 1998年 - XP2スーパーフィルム発売。
- 2004年 - 破産により破産管財人の管理下に置かれる。
- 2005年 - ハーマン・テクノロジー（英語: Harman Technology Ltd.）として再編、ブランド名はイルフォード・フォト（英語: Ilford Photo）に変更。
- 2005年7月 - スイスのインクジェット関連製品を製造する部門をハーマン・テクノロジーと分社化し、イルフォード・イメイジング・スイス（ドイツ語: Ilford Imaging Switzerland GmbH）として王子製紙グループが買収したが、2010年4月にはパラダイム・グローバル・パートナーズ（英語: Paradigm Global Partners LLP） に売却された。
- 2008年 - ハーマン・テクノロジーが中外写真薬品との代理店契約を解除。サイバーグラフィックスと日本総代理店契約を締結。国内への製品供給を継続中。
- 2011年 - 代理店変更に伴って取り扱いを中止していた一部のフィルムや印画紙、薬品類の取り扱いを再開。
- 2014年 中外写真薬品とオーストラリアのCR Kennedy & Company Pty LtdがILFORDの商標を買収、ILFORD Imaging Europe GmbHをドイツに設立。
- 2023年 ハーマン・テクノロジーがサイバーグラフィックスとの代理店契約を解除。ジェットグラフ株式会社（中外写真薬品子会社）と日本総代理店契約を締結。2023年3月以後の国内への製品供給を継続。

## フィルム製品一覧

### ISO50
- パンFプラス50 - 超微粒子フィルム。現像にパーセプトールなどの微粒子現像液を用いることでさらに微粒子な描写を得ることができる。

### ISO100
- デルタ100
- パン100

### ISO125
- FP4プラス125

### ISO400
- HP5プラス400
- デルタ400
- パン400
- XP2スーパー400 - 現像は一般的なカラーネガ現像であるC-41プロセスによる。優れた粒状性と広いラチチュードを備えた高性能フィルムで写真家からの評価も高い。白黒現像液にて処理する事も可能だが、仕上がりはC-41プロセスに比べて劣る。

### ISO3200
- デルタ3200 - 非常に高感度のフィルム。各社のフィルム製品の中で最高感度を誇る。最高の仕上がりを得られる公称ISO感度は1000。

### その他
- SFX200 - 740nmの赤外線域まで感光する特殊フィルム。フィルター無しでは通常のモノクロフィルムと同様の描写、SC-72などの波長制限フィルターを用いることで独特の描写を得ることができる。

### フィルム現像剤
- ID-11 - コダックD-76と同等の標準現像剤。
- イルフォゾル3
- イルフォテックDD
- イルフォテックDD-X - 微粒子濃縮現像液。
- イルフォテックHC
- イルフォテックLC29
- イルフォテックRTラピッド
- マイクロフェン（Microphen ） - 増感特性に優れた微粒子現像剤。
- パーセプトール（Perceptol ） - 超微粒子現像剤。
- フェニゾール（Phenisol ）

## 印画紙製品一覧

### 単階調
- イルフォスピードRCデラックス
- イルフォブロムギャラリーFB（Ilfobrom Galerie FB ）

### 多階調
- マルチグレードIV RCデラックス
- マルチグレードIV RCポートフォリオ - IVデラックスより厚手のRCタイプ印画紙。
- マルチグレードRCクールトーン - 冷黒調RCタイプ印画紙
- マルチグレードRCウォームトーン - 温黒調RCタイプ印画紙
- マルチグレードRCエクスプレス
- マルチグレードIV FB
- マルチグレードFBウォームトーン - 温黒調バライタ印画紙

### デジタル用
- イルフォスピードRCデジタル
- ギャラリーFBデジタル

### 印画紙現像剤
- ブロモフェン（Bromophen ）
- ハーマンクールトーンデベロッパー（Harman Cooltone Developer ）
- ハーマンクールトーンデベロッパー（Harman Warmtone Developer ）
- 2150XL
- 2000RT
- マルチグレードデベロッパー - 濃縮タイプの印画紙現像液
- PQユニバーサル

## カメラ製品一覧

### 120フィルム使用カメラ
- クラフツマン（Craftsman 、1949年発売） - 二眼レフカメラ風の6×6cm判ボックスカメラ。
- エンヴォイ（Envoy 、1952年発売） - ベークライト製の6×9cm判ボックスカメラ。

### 126フィルム使用カメラ
- スポーツマン126 - 126フィルム使用
- スポーツマンCインスタント - 126フィルム使用、1967年発売

### 127フィルム使用カメラ
- スプライト127（1962年発売）

### 135フィルム使用カメラ

#### エレクトリックシリーズ
- エレクトリックCR
- エレクトリックL
- エレクトリックSR

#### スポーツマンシリーズ
ドイツのダコラ・カメラヴェルク（Dacora-Kamerawerk ）が製造したOEM。
- スポーツマン（1957年発売）
- スポーツマンF
- スポーツマスター（1961年発売） - ダコラマチック4Dそのもの。
- スポーツマンオート（1962年発売）
- スポーツマンオートRF（1962年発売）
- スポーツマスターマニュマティック（1962年発売）
- スポーツマンプロンター125（1963年発売）
- スポーツマン300

#### その他のカメラ
- ウィットネス（1948年発売）

- アドヴォケイト（Advocate 、1949年発売） - アイボリーのエナメル焼き付け仕上げが特徴的なカメラ。レンズは当初ダルメイヤーのアナスチグマット35mmF4.5で後にF3.5となった。シャッターはロータリー式。
- K1モノバー（K1Monobar 、1962年発売） - 24×36mm（ライカ）判のモノレールカメラ。ケネディ・インストルメンツが製造したOEM。
- スプライト35
- スプライトラピッドフラッシュ
- イルフォカラーラピッド - レンズ付きフィルム。

## ハーマン・テクノロジー
ハーマン・テクノロジー有限会社（英語: Harman Technology Limited）は、感光材料の製造販売を行うイングランドの企業である。2004年（平成16年）のイルフォード有限会社破綻を受け、イルフォード・イメイジングUK有限会社（ILFORD Imaging UK Limited）の6人のマネジメント職によって、2005年（平成17年）に新たに再編・設立された。社名はイルフォード創業者アルフレッド・ハーマンに由来し、所在地は長年イルフォードが所在したチェシャー州モバリーを引き継ぐ。
同社は、白黒写真用の製品以外を「イルフォード・フォト」ブランドで扱うことはなく、インクジェット等は「ハーマン・フォト」のブランドで扱う。「イルフォード」ブランドでインクジェット等を扱う「イルフォード・イメイジング・スイス」とはまったくの別会社である。
2007年（平成19年）10月、同社は、ケントメア・フォトグラフィック有限会社（Kentmere Photographic Limited）を買収した。
日本での総代理店は、2008年（平成20年）以降、サイバーグラフィックスであったが、2023年1月、ハーマン・テクノロジーがサイバーグラフィックスとの代理店契約を3月5日をもって解除。以後はジェットグラフ株式会社（中外写真薬品子会社）と日本総代理店契約を結び、国内への製品供給を継続すると発表した。